# فريدريك ويلكس
فريدريك ويلكس (بالإنجليزية: Frederick Wilkes)‏ (1869 في المملكة المتحدة - ) هو لاعب كرة قدم بريطاني (وحمل سابقاً جنسية المملكة المتحدة لبريطانيا العظمى وأيرلندا) في مركز الهجوم. لعب مع برمنغهام سيتي.